# Albaniens distrikter
Albanien var tidligere  opdelt i 36 distrikter, på albansk rrethe  der dog blev opløst i 2000.. Distrikterne var samlet i 12 præfekturer eller amter.

## Albaniens distrikter
| Albaniens distrikter | 1. Berat 2. Bulqizë 3. Delvinë 4. Devoll 5. Dibër 6. Durrës 7. Elbasan 8. Fier 9. Gjirokastër 10. Gramsh 11. Has 12. Kavajë 13. Kolonjë 14. Korçë 15. Krujë 16. Kuçovë 17. Kukës 18. Kurbin | 19. Lezhë 20. Librazhd 21. Lushnjë 22. Malësi e Madhe 23. Mallakastër 24. Mat 25. Mirditë 26. Peqin 27. Përmet 28. Pogradec 29. Pukë 30. Sarandë 31. Shkodër 32. Skrapar 33. Tepelenë 34. Tirana 35. Tropojë 36. Vlorë |

### Historie
I 1920'erne havde Albanien 39 distrikter, og i 1939 var der 26. Også i perioden 1959-1991 var der 26 distrikter, men i 1991 blev ti nye distrikter udskilt: Bulqizë (fra Dibër), Delvinë (Vlorë), Devoll (Korçë), Has (Kukës), Kavajë (Durrës), Kuçovë (Berat), Kurbin (Krujë), Malësi e Madhe (Shkodër), Mallakastër (Fier) og Peqin (Elbasan). I 1978 skiftede Ersekë navn til Kolonjë. 
|  | - Berat - Dibër - Durrës - Elbasan - Fier - Gjirokastër - Gramsh - Kolonjë - Korçë - Krujë - Kukës - Lezhë - Librazhd | - Lushnjë - Mat - Mirditë - Përmet - Pogradec - Pukë - Sarandë - Shkodër - Skrapar - Tepelenë - Tirana - Tropojë - Vlorë |

## External links
- Districts in 1959

## References
1. ↑  "A Brief History of the Administrative-territorial Organization in Albania". Arkiveret fra originalen 24. maj 2015. Hentet 25. august 2016.